# Oxysmilia
Genre
Oxysmilia est un genre de coraux durs de la famille des Caryophylliidae.

## Liste d'espèces
Le genre Oxysmilia comprend les espèces suivantes :
| Selon World Register of Marine Species (28 juin 2015) : - Oxysmilia corrugata Cairns, 1999 - Oxysmilia rotundifolia Milne Edwards & Haime, 1848 | Selon ITIS (28 juin 2015) : - Oxysmilia circularis Cairns, 1998 - Oxysmilia corrugata Cairns, 1999 - Oxysmilia epithecata Cairns, 1999 - Oxysmilia rotundifolia Milne-Edwards & Haime, 1848 |